# Люшенко, Игорь Васильевич
Игорь Васильевич Люшенко (укр. Ігор Васильович Люшенко, род. 6 января 1969, Радомышль, Житомирская область) — советский шоссейный велогонщик.
Многократный победитель шоссейных велогонок, призёр чемпионатов Украинской ССР и первой международной велогонки Тур дю Фасо. Мастер спорта СССР международного класса в командной гонке на время.
Учился в Киевском государственном институте физической культуры и одновременно с этим тренировался в местном Центре олимпийской подготовки «Титан».